# Charis Yulianto
Charis Yulianto (Blitar, Indonesia; 11 de julio de 1978) es un exfutbolista y entrenador de fútbol de Indonesia que jugaba de defensa central. Actualmente es entrenador asistente del Persela Lamongan de la Liga 2 de Indonesia.

## Carrera

### Club
| Periodo   | Club             | Apariciones | Goles |
| --------- | ---------------- | ----------- | ----- |
| 1997–2002 | Arema Malang     | 88          | 0     |
| 2001–2004 | PSM Makassar     | 52          | 1     |
| 2004–2006 | Persija Jakarta  | 35          | 1     |
| 2006–2007 | Persib Bandung   | 28          | 2     |
| 2007–2010 | Sriwijaya FC     | 62          | 3     |
| 2010–2011 | Persela Lamongan | 28          | 0     |
| 2011–2012 | Arema Malang     | 17          | 0     |

### Selección nacional
Jugó para Indonesia en 37 ocasiones de 2004 a 2010 y anotó dos goles; participó en la Copa Asiática 2007.

## Logros
- Liga Indonesia Premier Division: 2007–08
- Copa Indonesia/Piala Indonesia: 2008–09, 2010